# Lista över fornlämningar i Enköpings kommun (Härnevi)
Lista över fornlämningar i Enköpings kommun (Härnevi) är en förteckning av ett urval av de fornlämningar som finns i Härnevi i Enköpings kommun.
| Namn                         | Lämningstyp                 | Tillkomsttid | Historisk indelning | Plats | Läge                 | ID-nr          | Bild                                      |
| ---------------------------- | --------------------------- | ------------ | ------------------- | ----- | -------------------- | -------------- | ----------------------------------------- |
| Härnevi 1:1                  | Gravfält                    |              | Härnevi, Uppland    |       | 59.733497, 17.038500 | 10024300010001 | Ladda upp en bild av detta fornminne      |
| Härnevi 2:1                  | Stensättning                |              | Härnevi, Uppland    |       | 59.732221, 17.037204 | 10024300020001 | Ladda upp en bild av detta fornminne      |
| Härnevi 2:2                  | Stensättning                |              | Härnevi, Uppland    |       | 59.732135, 17.037212 | 10024300020002 | Ladda upp en bild av detta fornminne      |
| Härnevi 3:1                  | Hög                         |              | Härnevi, Uppland    |       | 59.721653, 17.042152 | 10024300030001 | Ladda upp en bild av detta fornminne      |
| Härnevi 4:1                  | Stensättning                |              | Härnevi, Uppland    |       | 59.720856, 17.046285 | 10024300040001 | Ladda upp en bild av detta fornminne      |
| Härnevi 4:2                  | Stensättning                |              | Härnevi, Uppland    |       | 59.720789, 17.046105 | 10024300040002 | Ladda upp en bild av detta fornminne      |
| Härnevi 6:1                  | Gravfält                    |              | Härnevi, Uppland    |       | 59.720404, 17.047386 | 10024300060001 | Ladda upp en bild av detta fornminne      |
| Härnevi 11:1                 | Stensättning                |              | Härnevi, Uppland    |       | 59.725144, 17.037494 | 10024300110001 | Ladda upp en bild av detta fornminne      |
| Bogårdsstenen (Härnevi 12:1) | Hällristning                |              | Härnevi, Uppland    |       | 59.712377, 17.031806 | 10024300120001 | Ladda upp en bild av detta fornminne      |
| Bogårdsstenen (Härnevi 12:2) | Hällristning                |              | Härnevi, Uppland    |       | 59.712454, 17.031946 | 10024300120002 | Ladda upp en bild av detta fornminne      |
| Härnevi 15:1                 | Stensättning                |              | Härnevi, Uppland    |       | 59.734101, 17.053991 | 10024300150001 | Ladda upp en bild av detta fornminne      |
| Härnevi 16:1                 | Stensättning                |              | Härnevi, Uppland    |       | 59.732060, 17.062404 | 10024300160001 | Ladda upp en bild av detta fornminne      |
| Härnevi 16:2                 | Stensättning                |              | Härnevi, Uppland    |       | 59.731965, 17.062676 | 10024300160002 | Ladda upp en bild av detta fornminne      |
| Härnevi 16:3                 | Stensättning                |              | Härnevi, Uppland    |       | 59.732170, 17.062415 | 10024300160003 | Ladda upp en bild av detta fornminne      |
| Härnevi 17:1                 | Stensättning                |              | Härnevi, Uppland    |       | 59.729747, 17.069800 | 10024300170001 | Ladda upp en bild av detta fornminne      |
| Härnevi 17:2                 | Grav markerad av sten/block |              | Härnevi, Uppland    |       | 59.729744, 17.069946 | 10024300170002 | Ladda upp en bild av detta fornminne      |
| Härnevi 17:3                 | Grav markerad av sten/block |              | Härnevi, Uppland    |       | 59.729744, 17.070074 | 10024300170003 | Ladda upp en bild av detta fornminne      |
| Härnevi 18:1                 | Stensättning                |              | Härnevi, Uppland    |       | 59.729596, 17.070769 | 10024300180001 | Ladda upp en bild av detta fornminne      |
| Härnevi 20:1                 | Röse                        |              | Härnevi, Uppland    |       | 59.720989, 17.049323 | 10024300200001 | Ladda upp en bild av detta fornminne      |
| Härnevi 24:1                 | Stensättning                |              | Härnevi, Uppland    |       | 59.720609, 17.083092 | 10024300240001 | Ladda upp en bild av detta fornminne      |
| Härnevi 24:2                 | Stensättning                |              | Härnevi, Uppland    |       | 59.720536, 17.083262 | 10024300240002 | Ladda upp en bild av detta fornminne      |
| Härnevi 24:3                 | Stensättning                |              | Härnevi, Uppland    |       | 59.720588, 17.082831 | 10024300240003 | Ladda upp en bild av detta fornminne      |
| Härnevi 25:1                 | Stensättning                |              | Härnevi, Uppland    |       | 59.720103, 17.083707 | 10024300250001 | Ladda upp en bild av detta fornminne      |
| Härnevi 28:1                 | Hög                         |              | Härnevi, Uppland    |       | 59.726841, 17.078377 | 10024300280001 | Ladda upp en bild av detta fornminne      |
| Härnevi 29:1                 | Gravfält                    |              | Härnevi, Uppland    |       | 59.724430, 17.075828 | 10024300290001 | Ladda upp en bild av detta fornminne      |
| Härnevi 30:1                 | Gravfält                    |              | Härnevi, Uppland    |       | 59.723247, 17.077407 | 10024300300001 | Ladda upp en bild av detta fornminne      |
| Härnevi 31:1                 | Stensättning                |              | Härnevi, Uppland    |       | 59.719429, 17.058483 | 10024300310001 | Ladda upp en bild av detta fornminne      |
| Härnevi 31:2                 | Stensättning                |              | Härnevi, Uppland    |       | 59.719281, 17.058598 | 10024300310002 | Ladda upp en bild av detta fornminne      |
| Härnevi 31:3                 | Stensättning                |              | Härnevi, Uppland    |       | 59.719360, 17.058514 | 10024300310003 | Ladda upp en bild av detta fornminne      |
| Härnevi 33:1                 | Gravfält                    |              | Härnevi, Uppland    |       | 59.716797, 17.086240 | 10024300330001 | Ladda upp en bild av detta fornminne      |
| Härnevi 39:1                 | Stensättning                |              | Härnevi, Uppland    |       | 59.716526, 17.056268 | 10024300390001 | Ladda upp en bild av detta fornminne      |
| Härnevi 44:1                 | Stensättning                |              | Härnevi, Uppland    |       | 59.712981, 17.078460 | 10024300440001 | Ladda upp en bild av detta fornminne      |
| Härnevi 44:2                 | Röse                        |              | Härnevi, Uppland    |       | 59.712954, 17.079234 | 10024300440002 | Ladda upp en bild av detta fornminne      |
| Härnevi 44:3                 | Stensättning                |              | Härnevi, Uppland    |       | 59.712910, 17.078851 | 10024300440003 | Ladda upp en bild av detta fornminne      |
| Härnevi 45:1                 | Hällristning                |              | Härnevi, Uppland    |       | 59.714780, 17.076449 | 10024300450001 | Ladda upp en bild av detta fornminne      |
| Härnevi 46:1                 | Runristning                 |              | Härnevi, Uppland    |       | 59.708401, 17.052657 | 10024300460001 | Ladda upp en till bild av detta fornminne |
| Härnevi 47:1                 | Hällristning                |              | Härnevi, Uppland    |       | 59.715355, 17.049672 | 10024300470001 | Ladda upp en bild av detta fornminne      |
| Härnevi 48:1                 | Hällristning                |              | Härnevi, Uppland    |       | 59.712470, 17.067934 | 10024300480001 | Ladda upp en bild av detta fornminne      |
| Härnevi 51:1                 | Gravfält                    |              | Härnevi, Uppland    |       | 59.711472, 17.090703 | 10024300510001 | Ladda upp en bild av detta fornminne      |
| Härnevi 52:1                 | Hällristning                |              | Härnevi, Uppland    |       | 59.714043, 17.073347 | 10024300520001 | Ladda upp en bild av detta fornminne      |
| Härnevi 53:1                 | Gravfält                    |              | Härnevi, Uppland    |       | 59.715639, 17.060732 | 10024300530001 | Ladda upp en bild av detta fornminne      |
| Härnevi 54:1                 | Hög                         |              | Härnevi, Uppland    |       | 59.707549, 17.093097 | 10024300540001 | Ladda upp en bild av detta fornminne      |
| Härnevi 54:2                 | Stensättning                |              | Härnevi, Uppland    |       | 59.707790, 17.092915 | 10024300540002 | Ladda upp en bild av detta fornminne      |
| Härnevi 54:3                 | Stensättning                |              | Härnevi, Uppland    |       | 59.707759, 17.092484 | 10024300540003 | Ladda upp en bild av detta fornminne      |
| Härnevi 56:1                 | Stensättning                |              | Härnevi, Uppland    |       | 59.731613, 17.095924 | 10024300560001 | Ladda upp en bild av detta fornminne      |
| Härnevi 57:1                 | Hög                         |              | Härnevi, Uppland    |       | 59.717253, 17.098028 | 10024300570001 | Ladda upp en bild av detta fornminne      |
| Härnevi 57:2                 | Röse                        |              | Härnevi, Uppland    |       | 59.716956, 17.097948 | 10024300570002 | Ladda upp en bild av detta fornminne      |
| Härnevi 59:1                 | Hällristning                |              | Härnevi, Uppland    |       | 59.722586, 17.085467 | 10024300590001 | Ladda upp en bild av detta fornminne      |
| Härnevi 60:1                 | Hällristning                |              | Härnevi, Uppland    |       | 59.715822, 17.055864 | 10024300600001 | Ladda upp en bild av detta fornminne      |
| Härnevi 61:1                 | Hällristning                |              | Härnevi, Uppland    |       | 59.714037, 17.057216 | 10024300610001 | Ladda upp en bild av detta fornminne      |
| Härnevi 63:1                 | Stensättning                |              | Härnevi, Uppland    |       | 59.709391, 17.090837 | 10024300630001 | Ladda upp en bild av detta fornminne      |
| Härnevi 63:2                 | Grav markerad av sten/block |              | Härnevi, Uppland    |       | 59.709282, 17.090828 | 10024300630002 | Ladda upp en bild av detta fornminne      |
| Härnevi 65:1                 | Hög                         |              | Härnevi, Uppland    |       | 59.726155, 17.060179 | 10024300650001 | Ladda upp en bild av detta fornminne      |
| Härnevi 66:1                 | Röse                        |              | Härnevi, Uppland    |       | 59.722533, 17.032442 | 10024300660001 | Ladda upp en bild av detta fornminne      |
| Härnevi 67:1                 | Stensättning                |              | Härnevi, Uppland    |       | 59.724013, 17.031991 | 10024300670001 | Ladda upp en bild av detta fornminne      |
| Härnevi 75:1                 | Hällristning                |              | Härnevi, Uppland    |       | 59.718833, 17.081960 | 10024300750001 | Ladda upp en bild av detta fornminne      |
| Härnevi 76:1                 | Hällristning                |              | Härnevi, Uppland    |       | 59.716552, 17.056142 | 10024300760001 | Ladda upp en bild av detta fornminne      |
| Härnevi 82:1                 | Hällristning                |              | Härnevi, Uppland    |       | 59.714659, 17.091498 | 10024300820001 | Ladda upp en bild av detta fornminne      |
| Härnevi 84:2                 | Stensättning                |              | Härnevi, Uppland    |       | 59.720400, 17.089126 | 10024300840002 | Ladda upp en bild av detta fornminne      |
| Härnevi 91:1                 | Hällristning                |              | Härnevi, Uppland    |       | 59.713905, 17.052471 | 10024300910001 | Ladda upp en bild av detta fornminne      |
| Härnevi 94:1                 | Röse                        |              | Härnevi, Uppland    |       | 59.718640, 17.028224 | 10024300940001 | Ladda upp en bild av detta fornminne      |
| Härnevi 94:2                 | Röse                        |              | Härnevi, Uppland    |       | 59.718383, 17.028193 | 10024300940002 | Ladda upp en bild av detta fornminne      |
| Härnevi 95:1                 | Stensättning                |              | Härnevi, Uppland    |       | 59.720371, 17.026453 | 10024300950001 | Ladda upp en bild av detta fornminne      |
| Härnevi 127:1                | Röse                        |              | Härnevi, Uppland    |       | 59.730716, 17.048809 | 10024301270001 | Ladda upp en bild av detta fornminne      |
| Härnevi 128:1                | Stensättning                |              | Härnevi, Uppland    |       | 59.730752, 17.026688 | 10024301280001 | Ladda upp en bild av detta fornminne      |
| Härnevi 128:2                | Stensättning                |              | Härnevi, Uppland    |       | 59.730978, 17.026394 | 10024301280002 | Ladda upp en bild av detta fornminne      |
| Härnevi 129:1                | Stensättning                |              | Härnevi, Uppland    |       | 59.729769, 17.034413 | 10024301290001 | Ladda upp en bild av detta fornminne      |
| Härnevi 135:1                | Stensättning                |              | Härnevi, Uppland    |       | 59.731499, 17.059729 | 10024301350001 | Ladda upp en bild av detta fornminne      |
| Härnevi 135:2                | Stensättning                |              | Härnevi, Uppland    |       | 59.731419, 17.059998 | 10024301350002 | Ladda upp en bild av detta fornminne      |
| Härnevi 135:3                | Stensättning                |              | Härnevi, Uppland    |       | 59.731342, 17.060099 | 10024301350003 | Ladda upp en bild av detta fornminne      |
| Härnevi 140:3                | Stensättning                |              | Härnevi, Uppland    |       | 59.720000, 17.047515 | 10024301400003 | Ladda upp en bild av detta fornminne      |
| Härnevi 160:1                | Stensättning                |              | Härnevi, Uppland    |       | 59.715209, 17.092791 | 10024301600001 | Ladda upp en bild av detta fornminne      |
| Härnevi 161:1                | Hög                         |              | Härnevi, Uppland    |       | 59.715100, 17.094827 | 10024301610001 | Ladda upp en bild av detta fornminne      |
| Härnevi 166:1                | Stensättning                |              | Härnevi, Uppland    |       | 59.715797, 17.055402 | 10024301660001 | Ladda upp en bild av detta fornminne      |
| Härnevi 166:2                | Stensättning                |              | Härnevi, Uppland    |       | 59.715891, 17.055250 | 10024301660002 | Ladda upp en bild av detta fornminne      |
| Härnevi 169:1                | Stensättning                |              | Härnevi, Uppland    |       | 59.733729, 17.049072 | 10024301690001 | Ladda upp en bild av detta fornminne      |